# Ofensiva talibã no Afeganistão em 2012
A ofensiva talibã de 2012, também chamada de ofensiva talibã da primavera de 2012 ou Operação Al Faruq, foi uma ofensiva realizada pelo Talibã contra o governo do Afeganistão e as forças da OTAN em 2012.
Segundo Zabihullah Mujaheed, o porta-voz do movimento talibã, a ofensiva da primavera teve inicio com os ataques de 15 de abril de 2012, quando insurgentes e bombistas suicidas do Talibã lançaram múltiplos ataques coordenados em todo o Afeganistão. Os insurgentes atacaram vários locais, incluindo prédios do governo, bases militares e embaixadas. Esse ataques ocorreram em quatro províncias afegãs, incluindo Cabul e Paktia. Diferentes relatórios atribuem a responsabilidade pelos ataques aos talibãs ou à rede Haqqani, embora o Talibã tenha reivindicado a responsabilidade.
Em 2 de maio, explosões em série e tiroteios ocorreram em Cabul resultando em sete mortos e dezessete feridos. Esse ataque ocorreu em uma área de residências e bases militares estrangeiras em resposta a uma visita-relâmpago do presidente dos Estados Unidos Barack Obama ao Afeganistão ocorrida seis horas antes. Obama assinou com o presidente afegão Hamid Karzai uma aliança bilateral estratégica com a duração de dez anos, a vigorar após 2014, que inclui assistência militar e financeira dos Estados Unidos ao governo afegão. O Talibã reivindicou a autoria do ataque e anunciou oficialmente o início da Operação Al Faruq que terá como alvo os "invasores estrangeiros, os seus conselheiros, o seus subcontratados e todos aqueles que os ajudam militarmente e através de informações".
Em 23 de maio, 120 estudantes do sexo feminino e três professoras de uma escola na província de Takhar foram envenenadas pela milícia fundamentalista
utilizando substâncias tóxicas que foram borrifadas dentro das salas de aula. Segundo o Diretório Nacional de Segurança, a agência de inteligência afegã, uma parte da Operação Al-Farooq do Talibã tem o propósito de fechar escolas e forçar as famílias a não enviar suas filhas para as escolas, uma vez que os radicais que se opõe à educação de mulheres e meninas. Segundo o Ministério da Educação afegão 550 escolas de 11 províncias haviam sido fechadas pelos insurgentes talibãs.